# 투언빈
투언빈(베트남어: Thuận Bình / 順平 순평 1549년 ~ 1556년)은 베트남 후 레 왕조(後黎朝) 중종(中宗) 레후옌(黎暄)의 연호이다.
- 찐 주 군주(섭정) : 찐끼엠(鄭檢)
- 버우 주 군주 : 부반우옌(武文淵)

## 개원
- 응우옌호아(元和) 16년 1월 29일[1](율리우스력 1548년 3월 9일)에 연호를 투언빈(順平)으로 정하고, 다음 해 1월 1일[2](율리우스력 1549년 1월 29일)에 개원함.[3][4]

- 투언빈(順平) 8년 1월 24일[5](율리우스력 1556년 3월 5일)에 연호를 티엔흐우(天祐)로 정하고, 다음 해 1월 1일[6](율리우스력 1557년 1월 30일)에 개원함.[3][4]

## 연대 대조표
| 투언빈 | 서기 (西紀) | 간지 (干支) | 막 왕조 연호                 | 명나라 연호     |
| 원년   | 1549년      | 기유 (己酉) | 까인릭(景曆) 2년             | 가정(嘉靖) 28년 |
| 2년    | 1550년      | 경술 (庚戌) | 까인릭 3년                   | 가정 29년       |
| 3년    | 1551년      | 신해 (辛亥) | 까인릭 4년                   | 가정 30년       |
| 4년    | 1552년      | 임자 (壬子) | 까인릭 5년                   | 가정 31년       |
| 5년    | 1553년      | 계축 (癸丑) | 까인릭 6년                   | 가정 32년       |
| 6년    | 1554년      | 갑인 (甲寅) | 까인릭 7년                   | 가정 33년       |
| 7년    | 1555년      | 을묘 (乙卯) | 까인릭 8년 꽝바오(光寶) 원년 | 가정 34년       |
| 8년    | 1556년      | 병진 (丙辰) | 꽝바오 2년                   | 가정 35년       |

## 동시대 연호

### 베트남
막 왕조(莫朝)
- 까인릭(景曆) (1548년 ~ 1555년)
- 꽝바오(光寶) (1555년 ~ 1564년)

### 중국
명(明)
- 가정(嘉靖) (1522년 ~ 1566년)

### 일본
- 덴분(天文) (1532년 ~ 1555년)
- 고지(弘治) (1555년 ~ 1558년)

## 같이 보기
- 베트남의 연호